# ファイバーポスト

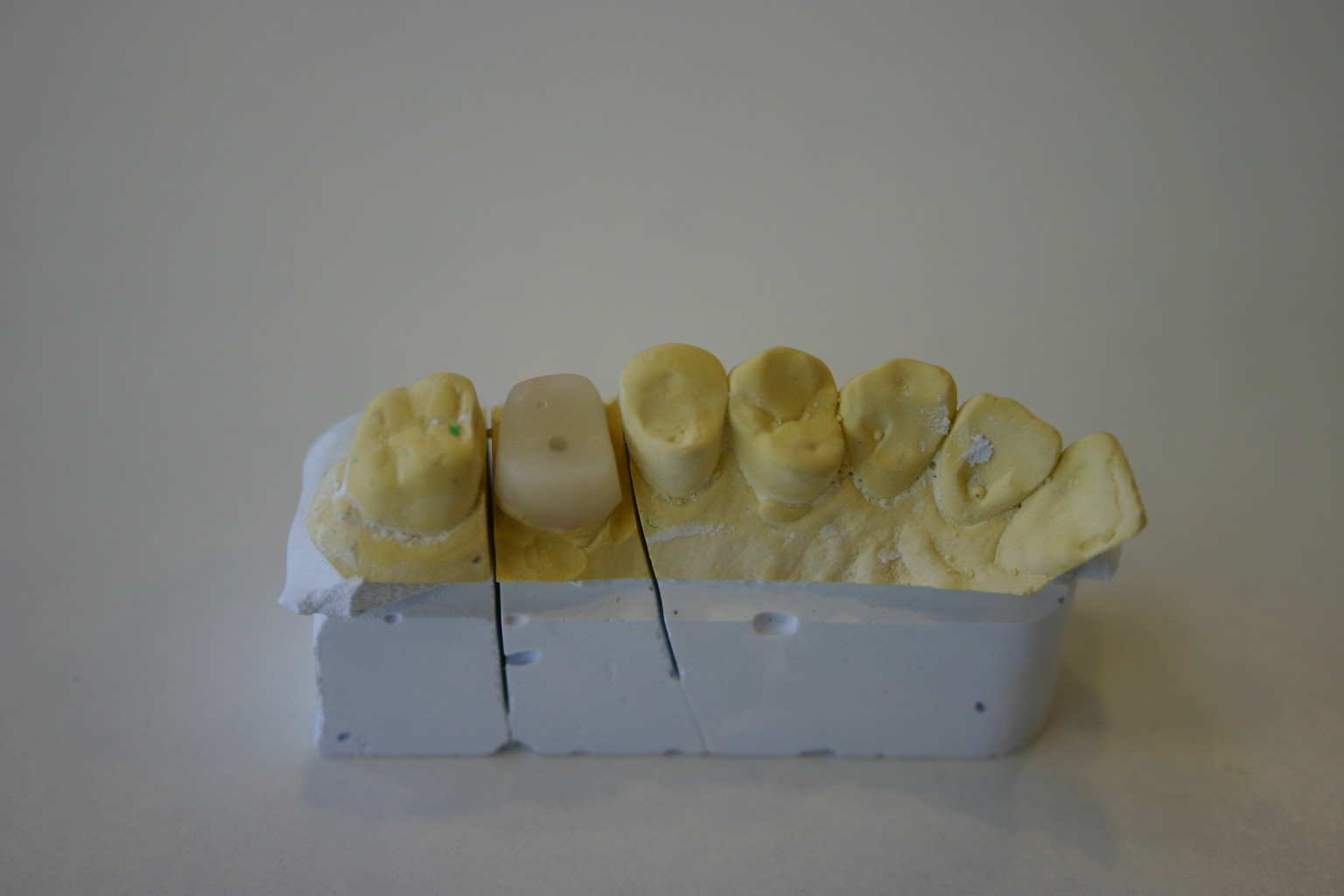
石膏模型上で製作されたファイバーポスト

ファイバーポスト（FiberPost、ファイバーポスト）は、歯科診療での支台築造（神経を取った歯にかぶせ物をする際に歯を補強する方法）で用いる材料の一つ。太さ約10μmのガラス繊維を束ねその間にレジンを含浸・重合させたもの。弾性係数が保険診療で用いる金属製ポストと比べ象牙質と近似しており、歯のたわみに応じて屈曲しながら応力を分散し、歯への負担を大幅に軽減する事が可能になる。1990年代よりアメリカで臨床応用が始まり、日本ではペントロン社（アメリカ）製のファイバーポストが薬事認可を受け2003年10月に国内販売が開始された。現在では多数の企業より製品が供給されている。2016年1月ジーシー製のファイバーポストが保険適応された。

## 定義
日本補綴歯科学会が定める定義では、「1.ガラス繊維を70 %以上含有し、曲げ強さが700 MPa以上、2．先端部がテーパー形状であり、光透過性およびアルミニウム2 mm相当以上のX線造影性、3．1本が1根管相当分の規格、支台築造に用いる合釘」となっている。

## 特徴
- 保険で用いる金属製のコアと違い歯と一緒にたわむため、歯根破折をおこしにくく歯に優しい
- オールセラミックと併用することによりメタルフリーの治療が可能となり、金属アレルギーを起こさず、また金属層がないため透明感があるより自然な色調の審美的補綴が可能となる
- 金属製のコアと違いイオン流出がないため、歯肉が黒ずむことがない
- デメリットとして、臨床応用数がまだ少ないため臨床データが少ない